# Serge Salat
 (décembre 2022).
- Si vous ne connaissez pas le sujet, laissez ce bandeau (vous pouvez alors contacter les auteurs).
- Si vous supprimez le contenu mis en cause (vous pouvez préalablement contacter les auteurs),

argumentez précisément cette suppression dans la page de discussion
(un manque de référence n'est pas un argument ; une recherche réelle de référence doit avoir été effectuée, être formellement documentée).
 (décembre 2022).
La mise en forme du texte ne suit pas les recommandations de Wikipédia : il faut le « wikifier ».
Les points d'amélioration suivants sont les cas les plus fréquents. Le détail des points à revoir est peut-être précisé sur la page de discussion.
- Les titres sont pré-formatés par le logiciel. Ils ne sont ni en capitales, ni en gras.
- Le texte ne doit pas être écrit en capitales (les noms de famille non plus), ni en gras, ni en italique, ni en « petit »…
- Le gras n'est utilisé que pour surligner le titre de l'article dans l'introduction, une seule fois.
- L'italique est rarement utilisé : mots en langue étrangère, titres d'œuvres, noms de bateaux, etc.
- Les citations ne sont pas en italique mais en corps de texte normal. Elles sont entourées par des guillemets français : « et ».
- Les listes à puces sont à éviter, des paragraphes rédigés étant largement préférés. Les tableaux sont à réserver à la présentation de données structurées (résultats, etc.).
- Les appels de note de bas de page (petits chiffres en exposant, introduits par l'outil «  Source ») sont à placer entre la fin de phrase et le point final[comme ça].
- Les liens internes (vers d'autres articles de Wikipédia) sont à choisir avec parcimonie. Créez des liens vers des articles approfondissant le sujet. Les termes génériques sans rapport avec le sujet sont à éviter, ainsi que les répétitions de liens vers un même terme.
- Les liens externes sont à placer uniquement dans une section « Liens externes », à la fin de l'article. Ces liens sont à choisir avec parcimonie suivant les règles définies. Si un lien sert de source à l'article, son insertion dans le texte est à faire par les notes de bas de page.
- La présentation des références doit suivre les conventions bibliographiques. Il est recommandé d'utiliser les modèles {{Ouvrage}}, {{Chapitre}}, {{Article}}, {{Lien web}} et/ou {{Bibliographie}}. Le mode d'édition visuel peut mettre en forme automatiquement les références.
- Insérer une infobox (cadre d'informations à droite) n'est pas obligatoire pour parachever la mise en page.

Pour une aide détaillée, merci de consulter Aide:Wikification.
Si vous pensez que ces points ont été résolus, vous pouvez retirer ce bandeau et améliorer la mise en forme d'un autre article.
Pour les articles homonymes, voir Salat.
Serge Salat, né le 17 juin 1956, est un architecte, artiste, écrivain et haut fonctionnaire français.
Il est connu pour ses travaux sur la théorie urbaine, la théorie de la complexité et ses installations artistiques fractales exposées dans le monde entier. Il a entretenu des relations créatives au contact de Jacques Derrida et Benoît Mandelbrot avec lesquels il partage une conception théorique alternative à l’origine respectivement d’un dépassement des dualités fondatrices de la philosophie occidentale et du retour des formes dans la pensée de la complexité contemporaine. Il a publié des livres novateurs sur l’art japonais, sur la théorie de l'image pour lesquels il fait référence
, sur les relations entre l'art et la physique contemporaine
, tout en menant en parallèle une carrière d’architecte et d’urbaniste. Il a fondé et préside l'Institut des Morphologies Urbaines, qui développe et promeut un cadre analytique fondé sur une approche scientifique des formes urbaines, au service de la planification et du développement urbain durable. L'Institut des Morphologies Urbaines a pour objectif principal d'anticiper et de quantifier les effets de long terme de la forme urbaine, des choix d’investissements et des infrastructures sur les ressources, les consommations énergétiques, l'inclusion sociale et la compétitivité économique.

## Origines et études
Petit-fils de républicains espagnols, il grandit et suit ses études à Toulouse au lycée Pierre-de-Fermat. Il poursuit un parcours académique quadruple qui le conduit à l’architecture, la création artistique, l’histoire de l'art et à la haute fonction publique.
Il intègre l’École polytechnique  en 1976 (X1976), est diplômé de l’Institut d'études politiques de Paris (1982), docteur en sciences économiques de l’université Paris-Dauphine (1983, sous la direction de Jacques Attali et Xavier Greffe). Il intègre l’École nationale d’administration en 1984 (promotion Louise Michel).
Parallèlement à ce cursus, il se passionne pour l’histoire de l’art et l’architecture. Il obtient en 1989 un doctorat en architecture de l’École nationale supérieure d'architecture de Paris-La Villette et un doctorat de l’École des hautes études en sciences sociales en Histoire et Civilisations (2010), sous la direction de Daniel Arasse puis d’Yves Hersant.

## Courant de pensée
Le fil conducteur de ses travaux suit deux axes fondamentaux : la création de concepts théoriques et une volonté de mathématisation du réel qui vise à en créer une nouvelle intelligibilité fondée sur l'imagination géométrique et les sciences de la complexité, dans la lignée de Jacques Derrida, Benoît Mandelbrot, Edgar Morin et Jean-Pierre Luminet. Cette approche offre un cadre théorique nouveau dans différents domaines, combinaison d’une analyse scientifique rigoureuse et d’une expérience intuitive et créative :
- L’analyse des villes en tant que structures complexes à toutes les échelles,
- Une nouvelle lecture de l’histoire de l’art de la renaissance fondée sur la notion de monde et non plus sur la notion d’espace,
- La création d’installations artistiques associant la science, l'art et l'imagination géométrique[11] pour construire les espaces-temps nouveaux de la cosmologie contemporaine.

Dans chaque cas, l’approche créative s’appuie sur une conception fractale des formes et des processus qui permet d’interroger la relation entre le tout et les parties. L’approche derridienne consistant à déconstruire le sens est ici étendue à l’espace. La fractalité déconstruit toute géométrie fermée, en l’ouvrant sur l’infini : le changement de l’échelle d’observation fait sans cesse apparaitre de nouvelles structures au sein du système complexe.

## L’architecte et théoricien des villes

### Carrière
Il commence sa carrière comme administrateur civil à la tête du service architecture au Ministère de l’équipement, du logement, de l’aménagement du territoire et des transports de 1984 à 1987 puis comme chargé de mission auprès du ministre de l’équipement de 1988 à 1989.
Il continue sa carrière de 1990 à 2001 à Aéroports de Paris comme directeur de projets, chargé de l’architecture et de l’ingénierie de grands projets aéroportuaires. Dans ce cadre, il dirige la conception d’importants aéroports (Phnom Penh, Iekaterinbourg, Catane, Abu Dhabi). Il est alors considéré comme l’un des spécialistes du titane et dirige pour l’aéroport d’Abu Dhabi un projet de 300 millions d’euros comprenant la construction d’une charpente entièrement en titane (c’est la première fois que le titane est imaginé comme matériau de construction avec une voute de 500 m de long).  Après plus de dix ans à Aéroports de Paris, il se focalise sur la conception et la direction de projets architecturaux de très grande envergure en Chine (Tianjin Gateway Avenue notamment).
En 2008, il crée le Laboratoire des morphologies urbaines et y développe un cadre théorique nouveau pour élaborer des projets et penser la ville de demain, tant dans ses formes que ses réseaux, en analysant leurs efficience et résilience. Parallèlement à ces activités de recherche, il  est membre du board de l’iiSBE, du comité éditorial de revues scientifiques internationales (Building Research & Information, SUSB) et intervient en tant que professeur dans différentes Grandes écoles françaises et Universités européennes (École des Ponts ParisTech, École nationale supérieure des mines de Paris, TU Delft, Université norvégienne de sciences et de technologie, Université Paris-Est-Marne-la-Vallée ).

### Travaux
Ses travaux d’analyse urbaine, appuyés sur ceux de Jane Jacobs, Christopher Alexander, et Aldo Rossi, questionnent le courant réductionniste qui a prévalu au XXe siècle et dont l’apogée a été la rédaction de la charte d'Athènes. La négation de la complexité intrinsèque des structures urbaines et la difficulté à l’appréhender ont selon lui donné naissance à des formes urbaines structurellement déficientes : une empreinte énergétique et écologique extrêmement élevée et une faible résistance et capacité d’adaptation aux chocs. L’analyse fractale et la prise en compte de la mémoire historique complexe des villes offrent alors un cadre théorique systémique pour projeter le devenir des villes. Elles permettent de développer une algèbre cohérente des structures complexes et de dégager une structure commune pour l’analyse urbaine : réseaux, densités, bâti, activités….
L'approche est pluridisciplinaire, à la croisée des sciences dures (théorie de la complexité[Laquelle ?], fractales, thermodynamique des structures dissipatives), de l’anthropologie et des politiques urbaines et énergétiques. Cette systémique de la ville nourrit des réflexions sur les politiques urbaines, notamment sur le plan environnemental, énergétique et économique : efficience structurelle des villes, résilience vis-à-vis de stress exogènes et endogènes (peak oil, crise économique…). En 2011, il publie avec la collaboration de Françoise Labbé et Caroline Nowacki Les villes et les formes qui donne une dimension scientifique et mesurable à des notions essentielles de la forme urbaine comme la densité, la connectivité, la mixité, l'accessibilité, la hiérarchie d’échelle, en explorant les qualités des tissus urbains historiques. La morphologie urbaine y est présentée comme un des leviers clés de la lutte et l'adaptation des villes au changement climatique.

## L’écrivain et historien d’art
Dans ses travaux d’historien d’art, l’influence déconstructiviste est également prégnante. Dans Le pont flottant des songes, publié en 1986 avec Françoise Labbé, il parcourt mille ans de création japonaise et aborde plusieurs thèmes comme l'architecture liée à la cérémonie du thé, l'architecture contemporaine (Fumihiko Maki, Yoshio Taniguchi, Arata Isozaki), l'art des jardins ou le théâtre nô. Le livre déconstruit la conception occidentale du couple d’opposition espace-temps et y substitue les notions de ma (espacement) et d'oku (enveloppement) qui sont au cœur de l’anthropologie de l’espace japonais. Ce livre témoigne malgré les dissemblances et les diversités de l'unité profonde de la culture japonaise.
En 1997 son livre La relève du réel est une réflexion sur les relations entre l’art des avant-gardes du vingtième siècle et la physique contemporaine. Il questionne l’œuvre de Klee, Mondrian, Duchamp et Malevich à la lumière d’une crise profonde de la notion de réel.
En 2002, son livre sur Les Labyrinthes de l’éternité est un voyage dans une de ses œuvres monumentales . La construction kunderienne du livre fait écho aux jeux de miroirs fractals qui déconstruit l’espace-temps du spectateur.
En 2011, il soutient une thèse d’histoire de l’art, entreprise sous la direction de Daniel Arasse, puis d'Yves Hersant. Elle porte sur la peinture de la Renaissance, de 1303 à 1608, et interroge un paradoxe : comment articuler les mondes naturel et spirituel dans une peinture à la fois mimétique (Leon Battista Alberti) et chrétienne, donc vouée à représenter l’irreprésentable, l’invisible et l’incommensurable ? D’où, en opposition à l’unité des montages symboliques médiévaux, l’apparition d’un bord, une marge, une articulation qui devient un attracteur étrange. Cette question du bord permet d’interroger les structures de la figuration et de montrer à nouveau comment la perspective est en réalité un dispositif théologique. La notion d’espace est remplacée par la notion de monde, notion à la fois linguistique et symbolique (Pierre Francastel).

## L’artiste
Inspiré par le cyberspace, il a créé depuis 1988 avec Françoise Labbé des installations artistiques, qui sont des voyages initiatiques à travers les labyrinthes et les hyperlumières de mondes qui projettent les spectateurs en lévitation dans la 4e dimension. Il a exploré pendant vingt ans  la 2,72e dimension de l'éponge de Menger jusqu’à créer à partir de cubes aux emboitements paradoxaux et d’escaliers impossibles des univers escheriens déployant à l’infini leurs mondes parallèles  à la manière des structures cosmiques décrites par Jean-Pierre Luminet. Dans la deuxième partie de son œuvre depuis 2001, il utilise la lumière et la couleur avec une très forte intensité.
Ses installations de la taille d’une ou plusieurs pièces dans lesquelles le sujet peut pénétrer et accomplir un parcours fusionnent art vidéo, art fractal, informatique, musique, sculpture et architecture. Influencés par le kagami-no-ma, les jeux de miroir et la géométrie fractale déconstruisent l’espace-temps du spectateur et jouent avec les notions d’intérieur et d’extérieur. Fumihiko Maki et Yoshio Taniguchi ont eu une influence profonde sur son œuvre aussi bien artistique qu’architecturale. Les cubes déconstruits qu'il crée sont une réflexion inspirée par les travaux sur la  quatrième dimension et plongent le spectateur dans des univers proches de ceux de Matrix ou Inception ; ils transforment le spectateur en acteur de ces mondes à la limite du réel et du virtuel. Il a réalisé plusieurs films de ses installations dont "Infinite Memories",. Il est sélectionné deux fois avec Françoise Labbé pour représenter la France à la Triennale de Milan en 1988 et en 1992.
Ses œuvres ont donné lieu à de nombreuses expositions, notamment au Centre Pompidou et au Grand Palais, et plusieurs ont eu un fort écho dans la presse internationale. Parmi les plus célèbres, on peut citer Les Labyrinthes de l’éternité en 2001, en collaboration avec Françoise Labbé
, suivi en 2007 par Beyond Infinity
, et enfin en 2011 Beyond Infinity II. Depuis 2007, les installations ont été présentées dans plus d’une dizaine de villes chinoises. John C. Welchman lui a consacré un chapitre important de son livre Art After Appropriation et il compare ces œuvres à celles des plus grands artistes américains. 

## Ouvrages
- 2011 – Les Villes et les formes. Sur l’urbanisme durable, avec la collaboration de Françoise Labbé et Caroline Nowacki Hermann (éd française et anglaise), China Architecture and Building Press (éd. chinoise)
- 2006 – The Sustainable Design Handbook[43], China,Tsinghua University Press (éd. chinoise) et Hermann - CSTB (éd. anglaise)
- 2006 - "Retrouver le vrai soi de l'enfant surdoué" - Les causes de l'échec scolaire des enfants surdoués, les moyens de leur réussite intellectuelle, www.ae-hpi.org/publications - Editions Creaxion - http://www.creaxion.info
- 2002 – Les Labyrinthes de l'éternité , Hermann
- 1997 – La Relève du réel, les arts du chaos et du virtuel , Hermann
- 1994 - Le Livre Infini, AFAA-MAE
- 1993 - Thèmes, Variations, Ruptures, MAE
- 1992 - Vanishing Cubes, Seoul Arts Centre
- 1992 - Infinite Memories, P3 Art and Environment
- 1991- Entre le Silence et la Lumière,Hachette
- 1991 - The Non-Linear Metropolis, Seoul Forum
- 1990 - Métamorphoses du cercle, Paul Andreu, Le Moniteur
- 1989 - Architectures du Virtuel, Carte Segrete
- 1988 - Ando by Ando, Arc en Rêve
- 1987 - Une esthétique de la fragmentation, Fumihiko Maki, Le Moniteur, Electa (éd. italienne), Rizzoli (éd. anglaise)
- 1986 – Créateurs du Japon, Le Pont flottant des songes, en collaboration avec Françoise Labbé, Hermann

## Expositions
- 2011 - Beyond Infinity II[44], Chine, 10 villes
- 2007 - Beyond Infinity[45], Shanghai, Guangzhou et Pékin, Chine
- 2003 - Bibliothèque Pierre-et-Marie-Curie, Nanterre
- 2002 - Les labyrinthes de l’Eternité II, Monument à Victor Emmanuel, Rome, Italie
- 2001 - Les Mondes Lumière[46], Espace Electra, Paris
- 1999 - École spéciale d’architecture, Paris
- 1997 - Galerie virtuelle[47], Pragati Maidan, New Delhi, Inde
- 1996 - Queen Sirikit Center[24], Bangkok, Thaïlande
- 1996 - École Nationale du Cinéma, Copenhague, Danemark
- 1994 - Singapore Design Centre[48], Singapour
- 1994 - Putra World Centre, Kuala Lumpur, Malaisie
- 1993 - Au bord du Chaos[49], Musée d’Art Moderne Louisiana, Danemark
- 1993 - Graham Foundation, Chicago, USA
- 1992 - Centre Georges Pompidou[50], Paris
- 1992 - XVIIIe Triennale de Milan[51], Milan, Italie
- 1992 - Seoul Arts Centre[52], Séoul, Corée
- 1992 - P3 Art and Environment, Tokyo, Japon
- 1990 - Centre international d’art contemporain[53], Catane, Italie
- 1990 - Pyramid Gallery, New York, USA
- 1990 - Avant-Garde 90, Moscou, Russie
- 1989 - Palais de la culture national Zhivkova, Sofia, Bulgarie
- 1989 - L’Europe des créateurs, Grand Palais[38], Paris, France
- 1988 - XVIIe Triennale de Milan[54], Milan, Italie